# アイルトン・セナ 〜音速の彼方へ
『アイルトン・セナ 〜音速の彼方へ』（アイルトン・セナ おんそくのかなたへ、原題：Senna）は、 2010年イギリス製作のドキュメンタリー映画。

## 概要
かつてのF1の名ドライバー、アイルトン・セナの生誕50年を記念して、慈善団体である「アイルトン・セナ財団」の公認を得て製作された。
セナの誕生からレーサーとしてのデビュー、F1で3度のワールドチャンピオンに輝くも1994年のサンマリノグランプリにおいて事故死するまでの生涯を、肉親・関係者の証言や秘蔵映像などで振り返る。
2010年日本グランプリイベント開催初日の2010年10月7日、鈴鹿サーキットで初公開された。
2011年のサンダンス映画祭において、ドキュメンタリー部門の観客賞を受賞した。
本作ではセナの事故死の原因について、マスコミで広く伝わった「ステアリングコラムの破損」「サスペンションアームがバイザーに刺さったこと」を簡素に説明している。なお、真相についてはイタリアで行われた裁判でさえもうやむやにされたため、公式な死亡原因については「公式発表なし」が現状である。

## 受賞
- 第65回英国アカデミー賞・ドキュメンタリー映画部門賞
- サンダンス映画祭・ドキュメンタリー部門観客賞
- ロサンゼルス映画祭・国際映画部門観客賞
- メルボルン国際映画祭・ドキュメンタリー部門観客賞
- アデレード映画祭・ドキュメンタリー部門観客賞

## 出演
- アイルトン・セナ
- アラン・プロスト
- ロン・デニス
- ジャン・マリー・バレストル
- フランク・ウィリアムズ
- パトリック・ヘッド
- ルーベンス・バリチェロ
- 今宮純
- 川井一仁
- 三宅正治
- 岡田美里

他、F1関係者多数。

## その他
2020年2月、アラン・プロストはこの映画を「偽物だ」と批判し「セナとの関係を十分に描けていない。意図的に省略された部分がある。」と主張した。